# Identidad curiosa de Sun
En combinatoria, la identidad curiosa de Sun es la siguiente identidad, que involucra coeficientes binomiales. Fue establecida por Zhi-Wei Sun en 2002:
{\displaystyle (x+m+1)\sum _{i=0}^{m}(-1)^{i}{\dbinom {x+y+i}{m-i}}{\dbinom {y+2i}{i}}-\sum _{i=0}^{m}{\dbinom {x+i}{m-i}}(-4)^{i}=(x-m){\dbinom {x}{m}}.}

## Demostraciones
Después de la publicación de Sun de esta identidad en 2002, varios matemáticos obtuvieron otras cinco demostraciones:
- Prueba de Panholzer y Prodinger vía función generadora;
- Prueba de Merlini y Sprugnoli usando matrices de Riordan;
- Prueba de Ekhad y Mohammed por el método WZ;
- Demostración de Chu y Claudio con la ayuda de la fórmula de Jensen;
- Demostración combinatoria de Callan que involucra dominós y coloreados.